# Приріт габонський
Приріт габонський (Batis minima) — вид горобцеподібних птахів прирітникових (Platysteiridae).

## Поширення
Вид поширений в Центральній Африці. Трапляється в Габоні, в Екваторіальній Гвінеї (у національному парку Монте-Ален), на півдні Камеруну (низовина річки Джа), на крайньому півдні Центральноафриканської Республіки (у національному парку Дзанга-Ндокі). Мешкає в низинних лісах, як правило, нижче 800 метрів над рівнем моря.

## Опис
Дрібний птах, завдовжки 9–10 см і вагою 8–12 г. Дорослий самець має оксамитово-чорну голову з білими лоральною плямою і вузькою бровою. Забарвлення голови на потилиці вицвітає до чорнувато-сірого кольору. Голова відділена від спини білим коміром. Плечі і спина оксамитово-чорні. Крила чорні з контрастною білою смужкою. Хвіст чорний з білими краями. Нижня частина тіла білого кольору, за винятком чорної смуги на грудях. Дзьоб і ніжки чорні, а очі золотисто-жовті. Самиця схожа на самця, але має менші лоральну пляму і брови та вужчу темно-сіру смужку на грудях.